# Jens Nowotny
Pour les articles homonymes, voir Nowotny.
Jens Nowotny, né le 11 janvier 1974 à Malsch en Allemagne de l'Ouest, est un footballeur international allemand. Il évoluait au poste de défenseur central.
Ce joueur talentueux et prometteur dans les années 1990 fut l'un des meilleurs défenseurs allemands de sa génération, même s'il a connu une carrière perturbée par de graves et multiples blessures.

## Biographie
Nowotny est le seul véritable « libéro » depuis Sammer. Jens commença sa carrière en 1991 à Karlsruhe, club des Mehmet Scholl et Oliver Kahn avec lesquels il joua quelques saisons. 
Recruté par le club montant, Bayer Leverkusen  (pour 0,77 M€) en 1996, ce défenseur espoir fit sensation en étant promu capitaine dès son arrivée à 22 ans. Au cours de sa première saison avec son nouveau club, il est sélectionné pour la première fois avec la Mannschaft. Il n'est pas retenu et loupe le mondial 1998, l'entraineur Vogts préférant s'appuyer sur les « vieux tauliers » plutôt que faire confiance au jeune Nowotny.
À la suite des nombreux départs d'après 1998 (Köhler, Sammer, Matthäus), Jens devient titulaire indiscutable en défense, il dispute notamment l'Euro 2000. Avec le Bayer, il est de la partie lors de la campagne (avec Ballack) en Ligue des Champions jusqu'à la finale perdue en 2002 face au Real Madrid.
Il joue la plupart des matchs de qualification pour le Mondial asiatique mais se blesse en fin de saison avant la coupe du monde 2002 (en 1/2 finale de C1 contre Manchester United). Durant la saison qui suit, il ne dispute qu'une seule rencontre, se blessant à nouveau peu après son rétablissement.
En 2003/04, il revient en forme et réintègre la Mannschaft pour l'Euro 2004 mais la saison suivante il est à nouveau blessé à la mi-saison puis en début de saison 2005/06. Néanmoins, son retour fut très remarqué puisque son club a été la meilleure équipe du second tour ce qui lui permit de participer en tant que remplaçant à la Coupe du monde allemande 2006.
Après plus de dix années passées au Bayer Leverkusen , il a rejoint le club croate du Dinamo Zagreb en juillet 2006. C'est le plus grand transfert de l'histoire du championnat croate. Le Dinamo Zagreb l'a enrôlé dans le but de décrocher une place en Ligue des champions. Après plus quinze années passées en Allemagne où il a joué plus de 300 matchs en Bundesliga et après 48 sélections et un but avec la Mannschaft, Jens Nowotny débarque en Croatie. Mais après un demi-saison passée à Zagreb, son contrat a été résilié par Branko Ivanković, l'entraineur du Dinamo Zagreb, à la suite, notamment, de sa méforme et d'une lourde blessure au genou. Jens Nowotny met fin à sa carrière sur cette dernière expérience malheureuse.
Jens Nowotny fut un défenseur doué pour le marquage individuel. De plus, il était capable de faire avorter les attaques adverses grâce à son excellente vision du jeu, ainsi que de distribuer le ballon avec aisance une fois qu'il l'avait récupéré.

## Carrière
- 1991-1996 : Karlsruher SC  Allemagne
- 1996-2006 : Bayer Leverkusen  Allemagne
- 2006-janvier 2007 : Dinamo Zagreb  Croatie[1]